# Збірна Вануату з футболу
Збі́рна Вануа́ту з футбо́лу — національна футбольна команда, що представляє Вануату на міжнародних змаганнях. Управляється Федерацією футболу Вануату. Вануату увійшла до ФІФА і ОФК у 1988 році.
Станом на 28 листопада 2024 посідає 163-e місце у рейтингу футбольних збірних світу.

## Чемпіонат світу
- 1930 — 1990 — не брала участь
- 1994 — 2026 — не пройшла кваліфікацію

## Кубок націй ОФК
- 1973 — півфінал, 4-е місце
- 1980 — груповий етап
- 1996 — не пройшла кваліфікацію
- 1998 — груповий етап
- 2000 — півфінал, 4-е місце
- 2002 — півфінал, 4-е місце
- 2004 — груповий етап
- 2008 — півфінал, 4-е місце
- 2012 — груповий етап

## Тихоокеанські ігри
- 1987 — Четверте місце
- 1995 — Четверте місце
- 2003 — Третє місце
- 2007 — Третє місце

## Тренери
- Террі О'Доннел (1987–1993)
- Себі Натонга (1996)
- Елвін Джоб (1998)
- Хуан Карлос Бузетті (2000–2004)
- Джо Сцекерес (2004)
- Вілліам Малас (2007)
- Себі Натонга (2011)
- Вілліам Малас (2011–2012)
- Персі Авок  (2012–)